# Grafito de banheiro

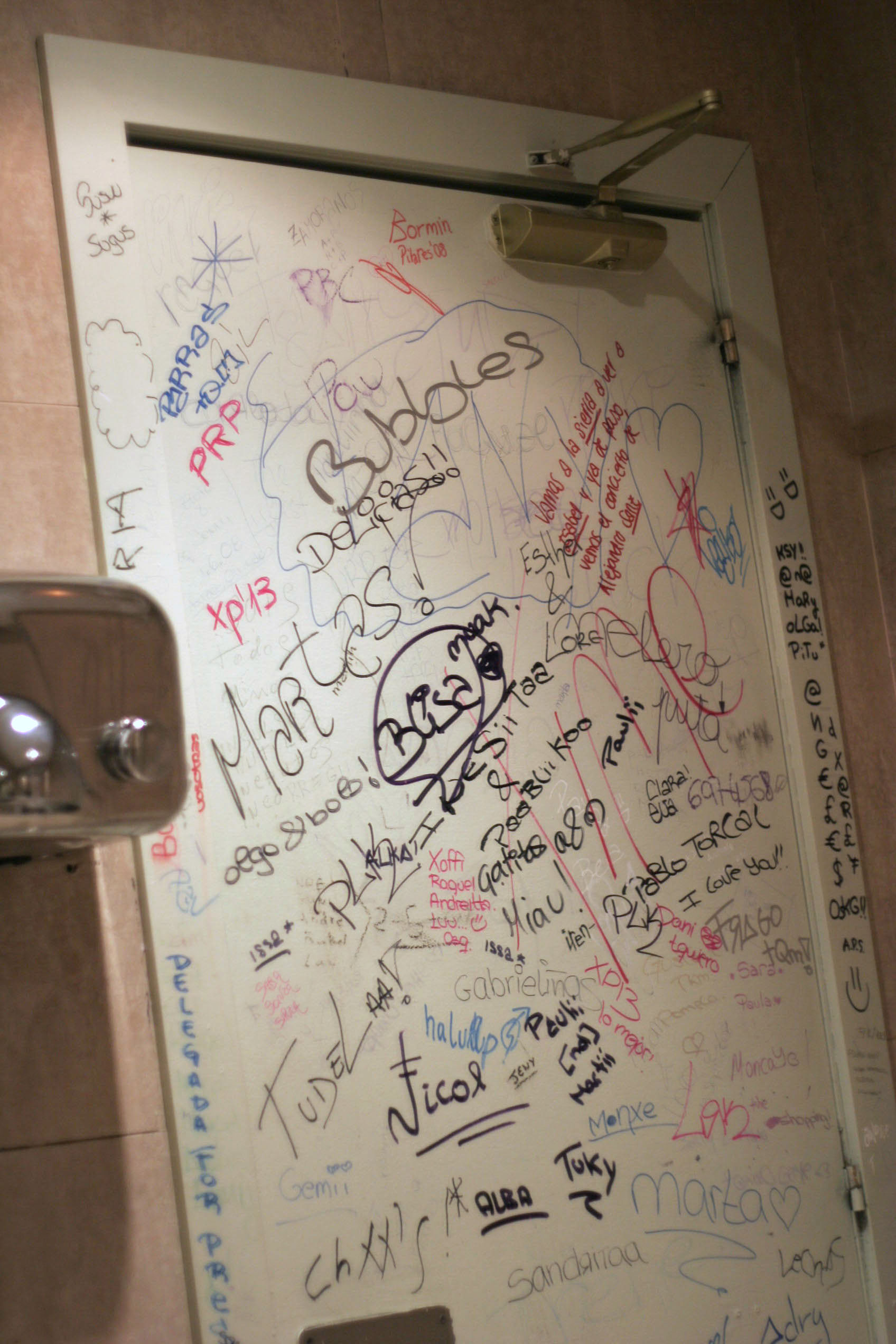
Grafitos de banheiro em Zaragoza, Espanha

Grafitos de banheiro são inscrições, usualmente de cariz sexual, deixadas nas paredes dos banheiros públicos, principalmente nos banheiros masculinos.